# Perihelium
| Datum och timme (UTC) för Jordens perihelium och aphelium | Datum och timme (UTC) för Jordens perihelium och aphelium | Datum och timme (UTC) för Jordens perihelium och aphelium | Datum och timme (UTC) för Jordens perihelium och aphelium | Datum och timme (UTC) för Jordens perihelium och aphelium | Datum och timme (UTC) för Jordens perihelium och aphelium | Datum och timme (UTC) för Jordens perihelium och aphelium | Datum och timme (UTC) för Jordens perihelium och aphelium | Datum och timme (UTC) för Jordens perihelium och aphelium |
| År                                                        | Perihelium Januari                                        | Perihelium Januari                                        | Aphelium Juli                                             | Aphelium Juli                                             |                                                           |                                                           |                                                           |                                                           |
| År                                                        | dag                                                       | timme                                                     | dag                                                       | timme                                                     |                                                           |                                                           |                                                           |                                                           |
| --------------------------------------------------------- | --------------------------------------------------------- | --------------------------------------------------------- | --------------------------------------------------------- | --------------------------------------------------------- | --------------------------------------------------------- | --------------------------------------------------------- | --------------------------------------------------------- | --------------------------------------------------------- |
| 2009                                                      | 4                                                         | 15                                                        | 4                                                         | 02                                                        |                                                           |                                                           |                                                           |                                                           |
| 2010                                                      | 3                                                         | 00                                                        | 6                                                         | 11                                                        |                                                           |                                                           |                                                           |                                                           |
| 2011                                                      | 3                                                         | 19                                                        | 4                                                         | 15                                                        |                                                           |                                                           |                                                           |                                                           |
| 2012                                                      | 5                                                         | 00                                                        | 5                                                         | 03                                                        |                                                           |                                                           |                                                           |                                                           |
| 2013                                                      | 2                                                         | 05                                                        | 5                                                         | 15                                                        |                                                           |                                                           |                                                           |                                                           |
| 2014                                                      | 4                                                         | 12                                                        | 4                                                         | 00                                                        |                                                           |                                                           |                                                           |                                                           |
| 2015                                                      | 4                                                         | 07                                                        | 6                                                         | 20                                                        |                                                           |                                                           |                                                           |                                                           |
| 2016                                                      | 2                                                         | 23                                                        | 4                                                         | 16                                                        |                                                           |                                                           |                                                           |                                                           |
| 2017                                                      | 4                                                         | 14                                                        | 3                                                         | 20                                                        |                                                           |                                                           |                                                           |                                                           |
| 2018                                                      | 3                                                         | 06                                                        | 6                                                         | 17                                                        |                                                           |                                                           |                                                           |                                                           |
| Källa: USNO Earth's Seasons                               |                                                           |                                                           |                                                           |                                                           |                                                           |                                                           |                                                           |                                                           |

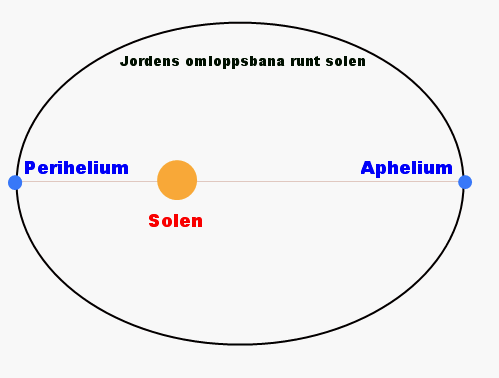
Jordens bana, starkt överdriven, runt solen.

Perihelium är den punkt där en himlakropp som rör sig runt en sol (helios) befinner sig närmast solen. Motsatsen heter aphelium.  Solsystemets himlakroppar såsom planeter, asteroider och kometer samt till exempel rymdsonder i elliptisk bana når sitt perihelium en gång per varv i sitt omlopp kring solen.  Kometer med parabolisk eller hyperbolisk bana har sitt perihelium vid ett enda tillfälle och återkommer aldrig mer till solens närhet.  Vid perihelium når himlakroppen sin högsta hastighet kring solen.
Perigeum är den punkt i en omloppsbana som befinner sig närmast jorden (på grekiska geos). Motsatsen heter apogeum. Dessa termer används främst för månen och konstgjorda satelliter.
Perihelielängd är vinkelavståndet från en planet- eller kometbanas perihelium till den uppstigande noden.
Tidpunkten för jordens perihelium varierar lite från år till år, men infaller ungefär två veckor efter vintersolståndet.